# 長ドス
長ドス（ながドス）とは、白鞘に収められた鍔の無い日本刀の長脇差（長さ一尺八寸以上）の俗称。

## 名称の由来
古くから非武士階級、特に侠客の武器として使われている。なお「ドス」とは「脅す」を略した言葉である。または使用の際に標的を刺した時の擬音という隠語の意もある（例＝チャカ）。

## 構造
鞘が刃の保存に適した材質であるため、武家でも日本刀をこの形で保管することがあったが、この場合長脇差ではなく打刀、脇差サイズとなり、長ドスとは別のものとなる。刃は直刀や反りを持つマテリアルがほとんどであり、鞘や柄については、いわゆる武者拵えといった装飾を備えない状態を長ドスと定義することが多い。